# 平方根
aの平方根（へいほうこん、英: square root）とは、数に対して平方するとaになる数のことである。

## 概要
複素数の平方根は、代数学の基本定理より、0 を除いて2個だけ存在する。　
特に実数の範囲では、正の実数の平方根は、互いに反数である2個の実数となる。幾何学的には、正の実数に対する正の平方根は、与えられた正方形の面積に対するその一辺の長さのことである。
二乗根（にじょうこん）、自乗根（じじょうこん）とも呼ばれる。
0 の平方根は 0 のみであり、平方根が一意に定まるのはこのときに限られる。
任意の a に対して、a の正の平方根の長さは、単位長が与えられれば、定規とコンパスだけで作図することができる。

## 定義
数 a に対して、x2 = a を満たす x を a の平方根という。元の数 a がどのような数の範囲であるかによって、この概念は、意味を持つかどうかということを含め、さまざまな点で差異が生じるということに注意が必要である。
0 の平方根は 0 のみである。元の数 a が正の数である場合は、その平方根は正と負の2つ存在するが、それらの絶対値は等しい。そのうち正である方を根号（こんごう、radical symbol）{\displaystyle {\sqrt {\;}}} を用いて
{\displaystyle {\sqrt {a}}}
と表す。これは a の「正の（あるいは非負の）平方根」（principal square root; 主平方根）である（文脈上紛れのおそれの無いと思われるときは「正の」を省略することもある）。このとき、他方の「負の平方根」は {\displaystyle -{\sqrt {a}}} である。また、2つの平方根を併せて {\displaystyle \pm {\sqrt {a}}} と表記することもできる。例えば、9 の平方根は ±3、すなわち +3 と −3 の2つであり、{\displaystyle {\sqrt {9}}} は正である 3 の方を表す。{\displaystyle {\sqrt {0}}} は、0 の唯一の平方根 0 を意味すると約束する。
a＜0 のときは、a の平方根は実数にはならず、2つある平方根を数の大小で区別することはできなくなる。
また、数とは限らず、もっと一般にいくつかの数学的対象についても、それぞれに意味のある仕方で平方根が定義されるものがある（正定値行列など）。

## 基本的な性質

### 実数の平方根
a が正の整数でも、a の平方根が整数とは限らない。
元の数が平方数でない正の整数だと、その平方根は無理数であることが証明されている。
（例）：{\displaystyle {\sqrt {10}}=3.162277660168\cdots }

### 簡略化
a > 0, b > 0 のとき、
{\displaystyle {\sqrt {a^{2}b}}=a{\sqrt {b}}}
が成り立つ。例えば、
{\displaystyle {\sqrt {8}}={\sqrt {2^{2}\times 2}}=2{\sqrt {2}}}
{\displaystyle {\sqrt {12}}={\sqrt {2^{2}\times 3}}=2{\sqrt {3}}}
{\displaystyle {\sqrt {54}}={\sqrt {3^{2}\times 6}}=3{\sqrt {6}}}
…
である。
したがって特に、正の整数 x が平方因子を持たなければ、{\displaystyle {\sqrt {x}}} は無理数である。

### 概数とその求め方
有理数の平方でない正の実数の平方根は、その小数部分が循環しない。その小数表示を効率的に求める方法として、開平法が知られている。
比較的小さな数の平方根については、概数を知る必要がしばしばあることから、以下のような小数部分の数桁目までの語呂合わせが知られている。
- {\displaystyle {\sqrt {2}}=1.41421356\cdots }  一夜一夜に人見頃（ひとよひとよにひとみごろ）
- {\displaystyle {\sqrt {3}}=1.7320508075\cdots } 人並みに奢れや女子（ひとなみにおごれやおなご）
- {\displaystyle {\sqrt {5}}=2.2360679\cdots } 富士山麓鸚鵡鳴く（ふじさんろくおうむなく）
  - 「富士山麓に 鸚鵡鳴く」と誤って覚える向きも多い。
  - {\displaystyle {\sqrt {5}}=2.236067977\cdots } なので、小数点以下 8 桁ならば、切り捨てた「 2.2360679 」よりは、四捨五入した「 2.2360680 」の方が近い。
- {\displaystyle {\sqrt {6}}=2.4494897\cdots } ツヨシ串焼くな（つよしくしやくな）、煮よ良く弱くな（によよくよわくな）
 000≈ 2.44949 似よ良く良く（によよくよく）、二夜しくしく（によしくしく）
- {\displaystyle {\sqrt {7}}=2.64575\cdots } 菜 (7) に虫来ない（（な）にむしこない）、「菜に虫いない」とも。
- {\displaystyle {\sqrt {8}}=2{\sqrt {2}}=2.8284271\cdots } ニヤニヤ呼ぶな（にやにやよぶな）、ニャーニャーよ鮒一つ（にゃーにゃーよふなひとつ）
- {\displaystyle {\sqrt {10}}=3.16227766\cdots } 父 (10) さん一郎兄さん（とうさんいちろうにいさん）、三色に並ぶ（みいろにならぶ）227766と同じ数字の対が三連続で並ぶことから。「になら」が「22」「77」「66」にも対応。

### 絶対値
任意の実数 x に対して
{\displaystyle {\sqrt {x^{2}}}=|x|\left(={\begin{cases}x&(x\geq 0)\\-x&(x<0)\end{cases}}\right)}
が成り立つ。

### 積・商に関する計算法則
a＞0、 b＞0 のとき、
{\displaystyle {\begin{aligned}{\sqrt {ab}}&={\sqrt {a}}{\sqrt {b}},\\{\sqrt {\frac {a}{b}}}&={\frac {\sqrt {a}}{\sqrt {b}}}\end{aligned}}}
が成り立つ。

### 累乗根による表記
x ≥ 0 に対して、その冪乗と冪根について
{\displaystyle x=\left({\sqrt {x}}\right)^{2}=\left({\sqrt[{4}]{x^{2}}}\right)^{2}=\left({\sqrt[{6}]{x^{3}}}\right)^{2}=\cdots }
が成り立ち、特に
{\displaystyle x^{1/2}:={\sqrt {x}}}
と定めることは（指数の表示 1/2 = 2/4 = 3/6 = … に依らずに一定という意味で）well-defined で、指数法則とも整合する。

## 平方根関数
入力 x に対してその非負の平方根 {\displaystyle {\sqrt {x}}} を返す函数 {\displaystyle f(x)={\sqrt {x}}} を非負実数全体の集合 R+ ∪ {0} 上で定義されていると考えた正の平方根函数
{\displaystyle {\sqrt {\bullet }}\colon \mathbb {R} ^{+}\cup \{0\}\ni x\ {\xrightarrow {\text{1-1,onto}}}\ {\sqrt {x}}\in \mathbb {R} ^{+}\cup \{0\}}
は（函数として well-defined で）、それ自身への全単射になる。正の平方根函数のグラフと負の平方根函数
{\displaystyle {-{\sqrt {\bullet }}}\colon \mathbb {R} ^{+}\cup \{0\}\ni x\ {\xrightarrow {\text{1-1,onto}}}\ {-{\sqrt {x}}}\in \mathbb {R} ^{-}\cup \{0\}}
のグラフの和集合は、二次函数 y = x2 のグラフと直線 y = x に関して線対称な放物線に等しい。

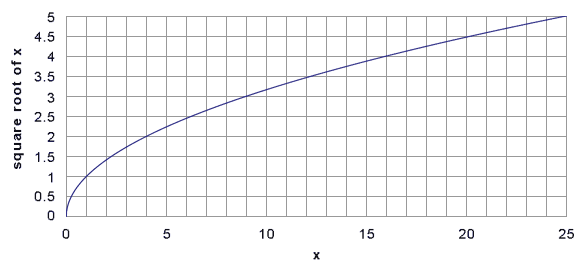
正の平方根函数のグラフ。これは放物線の半分になっている。

正の平方根函数 √ は連続かつ x > 0 で微分可能であり、導関数は
{\displaystyle {\frac {d}{dx}}{\sqrt {x}}={\frac {1}{2{\sqrt {x}}}}}
不定積分は
{\displaystyle \int {\sqrt {x}}\,dx={\frac {2}{3}}({\sqrt {x}})^{3}+C={\frac {2}{3}}x^{\frac {3}{2}}+C}　（ C は積分定数）
で与えられる。また、収束冪級数としての二項展開
{\displaystyle {\sqrt {1+x}}=\sum _{n=0}^{\infty }{\binom {1/2}{n}}x^{n}=1+{\frac {x}{2}}-{\frac {x^{2}}{8}}+\cdots =\sum _{n=0}^{\infty }{\frac {(-1)^{n}(2n)!}{(1-2n)(n!)^{2}(4^{n})}}x^{n}}
が |x| < 1 で成り立つ。
x > 0, 自然数 n に対して帰納的に
{\displaystyle f_{n}(x)={\sqrt {x+{\sqrt {x+{\sqrt {x+{\sqrt {x+...}}}}}}}}}
（x および根号の個数は n）と定めると、函数列 (fn) は漸化式
{\displaystyle f_{n+1}(x)^{2}=x+f_{n}(x)}
に従い、(fn) は α(x) > 0 に収束するならば α(x)2 − α(x) − x = 0 でなければならないから、
{\displaystyle \lim _{n\to \infty }f_{n}(x)={\sqrt {x+{\frac {1}{4}}}}+{\frac {1}{2}}}
が成り立つ。

## 負の数の平方根
負の数の平方根は実数でない（つまり虚数となる）が、虚数単位 i (i2 = −1) を用いて表すことができる。a > 0 のとき、 −a の平方根は {\displaystyle {\sqrt {a{\vphantom {A}}}}i} と {\displaystyle -{\sqrt {a{\vphantom {A}}}}i}で、 x2 = −a の解は、{\displaystyle x=\pm {\sqrt {a{\vphantom {A}}}}i}である。 a > 0 のとき、{\displaystyle {\sqrt {-a{\vphantom {A}}}}} を
{\displaystyle {\sqrt {-a{\vphantom {A}}}}={\sqrt {a{\vphantom {A}}}}i}
で定義する。例えば、−3 の平方根は {\displaystyle {\sqrt {3}}i} と {\displaystyle -{\sqrt {3}}i} で、 x2 = −3 の解は {\displaystyle \pm {\sqrt {3}}i}である。また、{\displaystyle {\sqrt {-3}}={\sqrt {3}}i}である。

## 二次体
有理数体 Q（有理数全体（負の数も含む））上で定義される函数
{\displaystyle \mathbb {Q} \ni x\mapsto {\sqrt {x}}\in \mathbb {A} }
において、その値域は（虚数も含めた）代数的数（の一部）からなる。有理数の平方根が再び有理数となるならば、その有理数は（有理数の範囲での）平方数であるという。有理数内で平方数とならない有理数 d に対して √d は二次の無理数であって、Q に √d を付け加えて得られる体（たい）は二次体と総称される。

## 複素数の平方根
a が 0 でない複素数のとき、z2 = a を満たす複素数 z は2個存在する。a の極形式を
{\displaystyle a=re^{i\theta }\ (r>0,\,-\pi <\theta \leq \pi )}
とすると、z の動径の2乗が r、z の偏角の2倍が θ であるから、
{\displaystyle {\sqrt {a}}={\sqrt {r}}\,e^{i\theta /2}}
と定義すると、これは a に対して一意に定まり、(√a)2 = a を満たす。これを a の平方根の主値（しゅち、principal value）という。この主値により定義される平方根函数
{\displaystyle \mathbb {C} \ni z\mapsto {\sqrt {z}}\in \mathbb {C} }
は、実軸の負の部分を除くガウス平面 C の全域で至る所正則である。しかし実軸の負の部分上では連続でさえない。これを2枚のガウス平面を実軸の負の部分で張り合わせた平方根函数のリーマン面上で考えるならば、至る所解析的である。

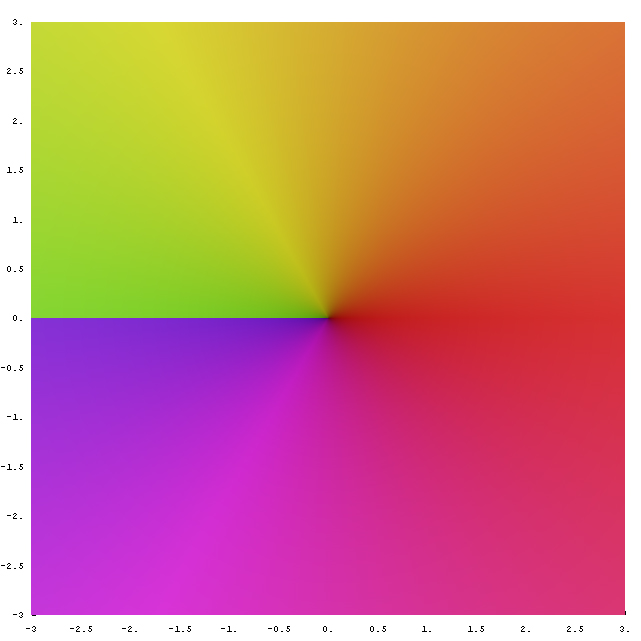
ガウス平面上の平方根函数を色で示したもの。原点の周りを偏角が正の方向（反時計回り）に回って、実軸の負の部分を跨ぐときもう一枚のガウス平面へ跳ぶ（緑→緑）。
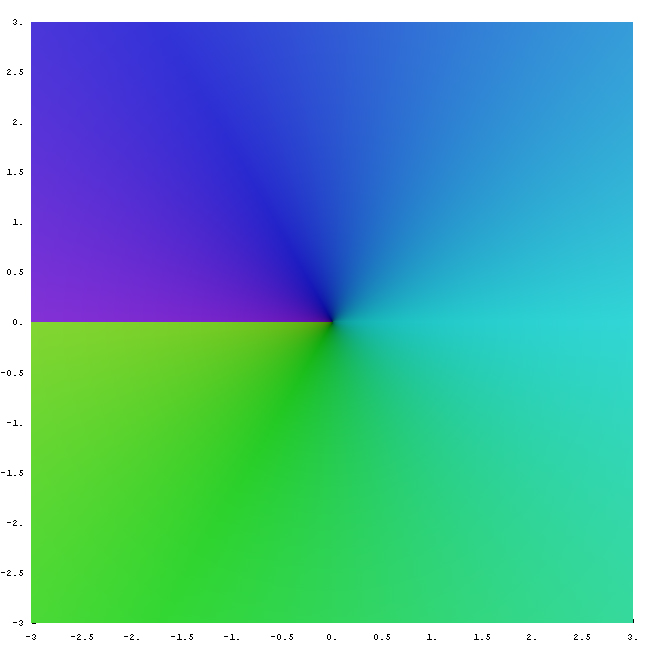
もう一枚のガウス平面上の平方根函数。こちらもやはり原点を正の方向に回ると、実軸の負の部分を境に最初のガウス平面に帰る（紫→紫）。
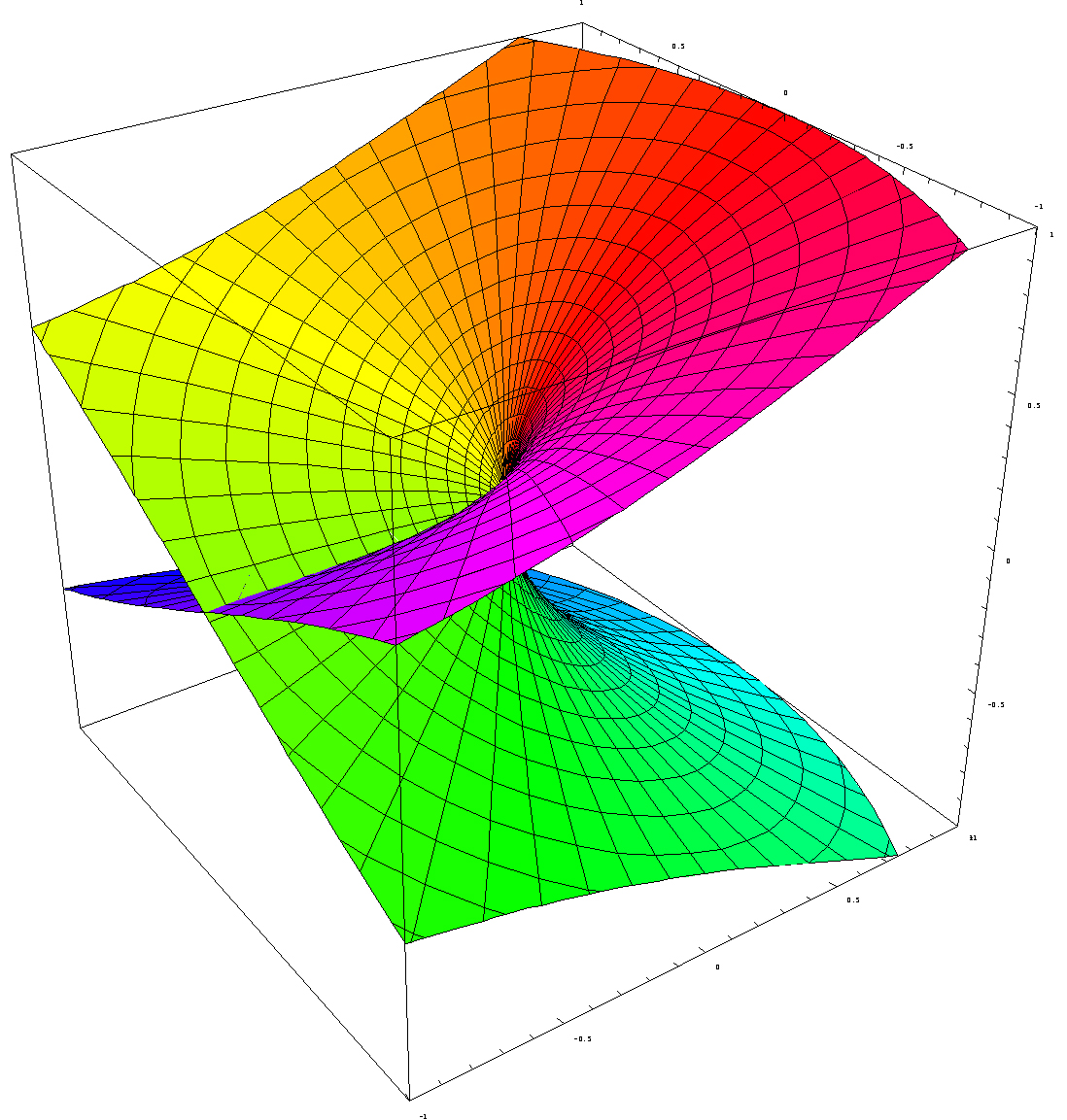
原点付近での平方根函数のリーマン面（2つのガウス平面を張り合わせたときの様子） 平方根関数 Re z1/2 ここで、z は複素数。

## 数以外の平方根

### 行列の平方根
一般に、正方行列 A に対して、X2 =A を満たす正方行列 X を A の平方根行列と呼び、記号で √A あるいは A1⁄2 と表す。平方根行列は存在するとは限らず、存在しても1つだけの場合や複数個の場合、無限個存在する場合がある。例えば、二次単位行列 I2 は無数の平方根を持つ。ただしその中で正定値となるのはただ一つ I2 自身である。
また、半正定値複素（resp. 実）正方行列 A に対して、A = BB*（あるいは A = B*B. ここに ∗ はエルミート共軛）を満たす（正方とは限らない）任意の行列 B をしばしば、 A の非エルミート (resp. 非対称) 平方根 (non-Hermitian (resp. symmetric) square root) と呼ぶ（とくに適当な三角行列となるときコレスキー因子 (Cholesky factor)とも呼ぶ）。B がそれ自身エルミート（実係数の場合は対称）ならば、これは上で述べた平方根の概念と一致する。任意の正定値エルミート行列 P に対し、それ自身正定値エルミートとなる平方根は一意であり、これを主平方根 (unique square root, principal square root)と呼ぶが、しばしば記号 √P や P1/2 は専ら主平方根を表すために予約されることに注意すべきである。また、正定値エルミート行列の任意の非エルミート平方根は、ユニタリ行列を掛ける分の不定性を持つが、これは正実数の場合に、（正値の主平方根が一意に決まること、および）主平方根に ±1 を掛けたものがその平方根のすべてであることと対応している。
このような半正定値行列の平方根の計算および一意性の証明には、エルミート作用素に関するスペクトル論（固有値分解）や特異値分解あるいはコレスキー分解などが利用できる。

### 可換整域および可換体の場合
（可換）整域の各元が二つより多くの平方根を持つことはない。実際、乗法の可換性により二平方数の差の公式 u2 − v2 = (u − v)(u + v) が成り立つことに注意すれば、u, v が同じ元の平方根であるとき u2 − v2 = 0, ゆえに零因子を持たないことから u = v または u + v = 0 であることが従う。後者は、二つの平方根が互いに加法逆元の関係にあることを言っているのだから、すなわち一つの元の平方根は（存在すれば）符号の違いを除いて一意である。特に、整域において零元 0 の平方根は 0 自身のみである。
標数 2 の可換体において、各元の平方根は一つ持つ（各元が自身を加法逆元にもつことに注意せよ）か、全く持たないかの何れかとなる（標数 2 の有限体においては任意の元が一意な平方根を持つ）。それ以外の任意の標数の体においては、先の段落のとおり任意の非零元が二つの平方根を持つか全く持たないかの何れかとなる。
奇素数 p と適当な正整数 e に対し q = pe と置く。q-元体 Fq の非零元が平方剰余であるとは、その平方根が Fq に属することを言い、さもなくば平方非剰余であるという。この体において (q − 1)/2 個の元が平方剰余であり、(q − 1)/2 個が非剰余である（零元はいずれのクラスにも属さないことに注意）。平方剰余元の全体は乗法に関して群を成す。この性質は代数的整数論において広く用いられる。

### 非可換または零因子を持つ環の場合
一般の環において、a の平方根 b を b2 = a のことと定めるならば、一般には平方根は符号を除いて一意とは限らない。
たとえば合同類環 Z/8Z を考えれば、この環において単位元 1 は相異なる四つの平方根を持つ（具体的には ±1, ±3）。他方、元 2 は平方根を持たない。詳細は平方剰余の項を参照されたい。
他の例として四元数体 H において、−1 は ±i, ±j, ±k を含む無数の平方根を持つ。実は −1 の平方根の全体はちょうど集合
{\displaystyle \{ai+bj+ck\mid a^{2}+b^{2}+c^{2}=1\}}
であり、したがって各平方根は絶対値が等しく、この集合は三次元空間内の二次元単位球面を描く。四元数#−1 の平方根も参照。
零元 0 の平方根は、定義により、0 自身または零因子である。四元数体のような可除環では零因子が存在しないから、一般に 0 の平方根は 0 のみである。しかし、零因子が存在しうる一般の環では必ずしもそうでないことは、反例として任意の自然数 n に対するZ/n2Z を考えればよい（この場合、n は零因子であり、実際に n2 = 0 を満たす）。